# NHL 2001
NHL 2001 är ett ishockeyspel utgivet av Electronic Arts 28 september 2000. Spelet fick 8 mars 2001 Elitserien 2001 som är ett expansion bestående av lag från Elitserien och FM-ligan.

## Funktioner

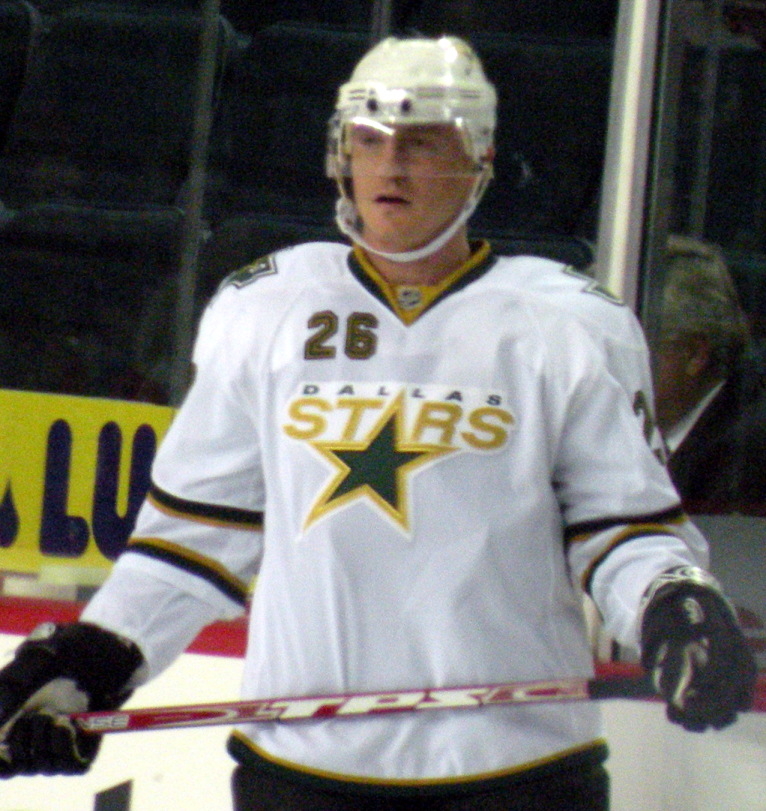
Jere Lehtinen är med på spelets omslag

Jim Hughson är kvar som kommentator med Bill Clement som analytiker, han debuterade i föregångaren NHL 2000. Det är det första NHL-spelet som släpptes till Playstation 2 där även Lettland och Ukraina med de 18 landslag som framträdde i NHL 98 (bara Windows- och Playstationversionerna). Det finns en funktion som heter Momentum Bar där laget med flest mål vinner.

## Omslag
Spelet släpptes med Owen Nolan på omslaget, i Europa släpptes spelet med Jere Lehtinen på omslaget.

## Musik
- Collective Soul - "Heavy"
- Templar - "Here We Go"

### Fotnoter
1. ↑  ”NHL 2001” (på engelska). Mobygames. 17 mars 2000. http://www.mobygames.com/game/nhl-2001. Läst 18 juni 2016.